# Larva (groupe)
Pour les articles homonymes, voir Larva.
 (juillet 2018).
Larva est un groupe de nu metal et de metal industriel mexicain. Il est influencé par des groupes comme Korn et par le shock rock. Les albums de Larva racontent leurs histoires à travers des paroles animées par la haine, la rage et la vengeance qui caractérisent l'être humain.

## Biographie

### Débuts (1998-2000)
Larva commence en tant que projet solo de Peech en 1998, enregistrant des démos. Le groupe lui-même est formé à la fin de 1999, avec Peech (guitare, voix, clavier électronique, basse) et Mitzy (guitare live), de grands amis de lycée depuis 1997. Les deux décident de former un projet après la séparation d'un groupe scolaire au sein duquel Peech était guitariste. Ils enregistrent deux démos indépendantes ; cependant tous les instruments sont exclusivement interprétés par Peech. Certaines de ces premières démos sont Nei Ming et Me voy a destruir: la culpa, qui sont distribués dans la scène underground.

### La Exposición plástica(2000-2002)
Après avoir composé quelques morceaux, le duo rencontre Dementia (chant, batterie) au lycée en 2000, et forment ainsi Menta, qui se rebaptise très vite Larva. La connaissance multi-instrumentiste de Peech et Dementia les fait travailler de manière fluide jusqu'à ce qu'ils composent leur premier EP Antisoma, sorti quelques mois avant leur premier album. Mitzy ne participe pas aux enregistrements de cet album.
En 2001, ils réussissent à enregistrer leur premier album studio, La Exposicion plástica, alors qu'ils ne sont âgés que de 15 ans. Cet album est produit par Alfredo Velásques, ancien batteur de Los Amantes de Lola ; des morceaux comme Euthanasia, Antisoma et Ave Maria, sont bien reçus par le public, et ouvrent les portes aux premiers concerts du groupe dans le pays, ainsi qu'une tournée nationale attirant l'attention de la presse locale. L'album traite de sujets comme le mensonge et l'hypocrisie de certains secteurs de la société.

### Anormal(2002-2004)
Avec un membre de moins, ils recrutent Samia (batterie) en 2003 pour combler le vide laissé par Dementia. Samia enregistre la majorité des chansons pour leur nouvel album, Anormal ; cependant l'année suivante, en 2004, elle se sépare du groupe, et Enrique García (batterie) prend sa place. Sur l'album, Mitzy flirte avec la basse et le chant. L'album marque le style musical et l'image qui caractériseront le groupe.
L'album raconte l'histoire d'Adara Loan, une jeune fille de 13 ans abusée par son père, qui décide de le tuer avant de se suicider. En soutien à l'album, une campagne ARG (jeu de réalité alternative) est lancée, incluant sur le site web du groupe la carte d'une maison où des crimes étaient commis.
Pendant leur tournée Me voy a destruir, jouée à l'échelle mexicaine, ils commencent à faire usage des médias audiovisuels pour immerger davantage le public dans le concept de l'album et de ses chansons. Pendant cette tournée, le groupe décide d'intensifier le son en recrutant un autre guitariste. Izbel rejoint Larva en 2004. Pour clore la tournée, ils apparaissent plusieurs fois à la télévision nationale. Avant la fin de la promotion Anormal, Izbel quitte le groupe, et est remplacée par Sara à la guitare en 2005. Pendant l'enregistrement du clip promotionnel pour Ente, Mitzy quitte le groupe, laissant la vidéo incomplète et jamais publiée. Danna entre en tant que bassiste en 2006. 

### Zoótropo(2006-2010)
Un an après l'arrivée de Danna (basse) en 2007, le groupe commence l'enregistrement de son prochain album, intitulé Zoótropo, qui s'étend sur près d'un an. Zoótropo est un album-concept divisé en trois axes : la roue de la fortune, la boîte de pandore, et la vengeance. L'album raconte l'histoire de la création de l'univers, l'évolution des espèces, l'humanité, les guerres et l'apocalypse qui mèneront à sa destruction. Ion Zeth, membre de Biomortek, collabore avec le groupe.
L'album est produit par Larva et Izmael Peralta, et publié sous format triple album, avec 12 chansons par album. Peu de temps après, Dementia revient en tant que guitariste pour conclure la tournée Tu mundo se va a destruir. Cette tournée est la plus longue de leur parcours, et montre en quelques clips, l'histoire de l'humanité et l'apocalypse musicalement illustrés par Larva. Dans cette tournée, Zoka est intégré en tant que VJ et responsable du multimédia.
Larva décide de faire don d'une partie des recettes de cet album à des refuges pour animaux maltraités et abandonnés, et de participer à des événements pro-animaux. En 2009,  Danna (basse) et Kike (batterie) quittent le groupe, et Tantrum est recruté à la batterie (ex-Nailser).

### El Día de la pesteet suites (depuis 2010)
Au début de 2010, Dementia revient de nouveau dans le groupe, et Baliz (ex Audrey) entre à la basse. Avec cette formation, ils enregistrent leur prochain album, El Día de la peste. En 2011, sort le single Semen, qui comprend trois morceaux, de nouveaux et un live.
En 2014 sort l'album Máquina misántropa magnífica. En 2015, l'album est nommé aux IMAS dans la catégorie de l'album de heavy metal. Cette même année, Larva publie le clip du single Dios contra mí.
Au début de 2016, ils annoncent la réédition de leur trois premiers albums. Le 14 février 2017 sort leur album Trágicos cuentos de amor, composé et produit en janvier la même année. 

## Discographie

### Albums studio
- 2001 : La Exposición plástica
- 2003 : Anormal
- 2008 : Zoótropo
- 2012 : El Día de la peste
- 2014 : Máquina misántropa magnífica
- 2017 : Trágicos cuentos de amor

### Démos
- 1999 : Nei Ming
- 1999 : Me Voy A Destruir:La Culpa

### Singles
- 2000 : Ave María
- 2000 : Antisoma
- 2001 : Miss Florida
- 2001 : Eutanasia
- 2003 : Como es para mí
- 2003 : Me voy a destruir: la ira
- 2003 : Anormal
- 2006 : Ente
- 2008 : Horror vacui
- 2008 : Blanco absoluto
- 2009 : Casa de alfileres
- 2009 : Hermoso cadáver